# Berrobi
Berrobi település Spanyolországban, Gipuzkoa tartományban. Berrobi Ibarra, Berastegi és Belauntza községekkel határos. Lakosainak száma 553 fő (2024).

## Népesség
A település népessége az utóbbi években az alábbiak szerint változott:
| Lakosok száma | 570  | 571  | 588  | 600  | 578  | 568  | 575  | 603  | 598  | 553  |
|               | 2001 | 2004 | 2006 | 2009 | 2011 | 2014 | 2016 | 2019 | 2021 | 2024 |